# NGC 267
NGC 267 este un roi deschis situat în Micul Nor al lui Magellan, în constelația Tucanul. A fost descoperit în 4 octombrie 1836 de către John Herschel.